# Универсальные флуктуации проводимости
Универсальные флуктуации проводимости или универсальные флуктуации кондактанса (англ. Universal conductance fluctuations, UCF) — явление, встречающееся в мезоскопической физике при измерении проводимости (сопротивления) мезоскопических образцов. Теоретически предсказано в работах. Измеренная электрическая проводимость будет варьироваться от образца к образцу, в основном из-за случайного расположения рассеивающих центров. Флуктуации происходят из-за эффектов когерентности электронных волновых функций и, следовательно, длины фазовой когерентности; {\displaystyle \textstyle l_{\phi }} — длина на которой электрон испытывает неупругое столкновение, должна быть много больше, чем длина релаксации по импульсам {\displaystyle \textstyle l_{m}}. Универсальные флуктуации проводимости сильнее выражены, когда электронный поток наблюдается в режиме слабой локализации. {\displaystyle \textstyle l_{\phi }<l_{c}}, где {\displaystyle l_{c}=M\cdot l_{m}}, {\displaystyle \textstyle M} — количество каналов проводимости и {\displaystyle \textstyle l_{m}} — длина релаксации по импульсам за счёт длины свободного пробега или рассеяния на фононах. Для таких образцов флуктуация проводимости равна фундаментальной проводимости {\displaystyle \textstyle G_{o}=2e^{2}/h} независимо от количества каналов.
На амплитуду UCF влияют многие факторы. При нулевой температуре без декогеренции на UCF влияют в основном два фактора: симметрия и форма образца. Недавно было обнаружено, что третий ключевой фактор, анизотропия поверхности Ферми, также существенно влияет на амплитуду UCF.